# Rafael Ramos (boxeador)
Rafael "Fito" Ramos (Fajardo, 1 de janeiro de 1965) é um ex-pugilista porto-riquenho que competiu na categoria peso mosca-ligeiro. Destacou-se no cenário internacional ao conquistar a medalha de ouro nos Jogos Pan-Americanos de 1983, em Caracas, e a medalha de bronze nos Jogos Pan-Americanos de 1987, em Indianápolis.
Representou Porto Rico nos Jogos Olímpicos de Verão de 1984, em Los Angeles. Na competição olímpica, venceu Carlos Salazar (Argentina) por desistência e Manuel Jesús Herrera (República Dominicana) por decisão unânime (4–1), sendo eliminado nas quartas de final por Salvatore Todisco (Itália), por decisão dividida (1–4).